# Jacob Obrecht
Jacob Obrecht (Gand, 1457-1458 – Ferrara, fine luglio 1505) è stato un compositore fiammingo rinascimentale della Scuola franco fiamminga.

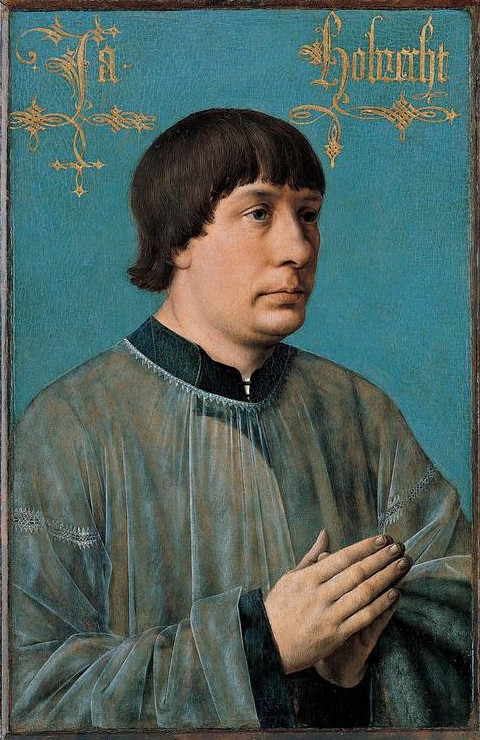
Jacob Obrecht

Fu il più famoso compositore europeo di messe del tardo XV secolo, eclissato soltanto dopo la sua morte da Josquin Desprez. Scrisse anche molti mottetti e alcune chanson.

## Biografia
Jacob Obrecht nacque a Gand, unico figlio di Willem Obrecht, trombettiere, e di Lijsbette Gheeraerts. Sua madre morì nel 1460, all'età di 20 anni. Un ritratto di Jacob, datato al 1496 e fattogli all'età di 38 anni, ha consentito di stabilire la sua data di nascita. Pochi sono i dettagli sulla sua formazione, ma è probabile che imparò a suonare la tromba dal padre apprendendo l'arte del contrappunto e dell'improvvisazione su di un cantus firmus. Molto probabilmente conobbe Antoine Busnois alla Corte di Borgogna; in ogni caso, ne conobbe la musica poiché le sue prime messe mostrano una somiglianza stilistica con quelle dell'anziano compositore della scuola di Borgogna.
Sembra che Obrecht abbia sofferto una serie di problemi di natura finanziaria che sfociarono in situazioni critiche. Almeno due volte si trovò a doversi tirar fuori da irregolarità finanziarie, più per incuria nella contabilità che per altri motivi, e, secondo un'interessante testimonianza, dovette cedere le sue opere ai suoi committenti per coprire degli ammanchi.
Fu tenuto in grande considerazione sia dai committenti sia dai colleghi. Johannes Tinctoris, che operava a Napoli, lo incluse in una breve lista come uno dei maggiori compositori del periodo. Tanto più significativa è la menzione se si considera che all'epoca egli aveva soltanto 25 anni e Tinctoris risiedeva dall'altra parte dell'Europa.
Obrecht trascorse la sua vita fra le Fiandre e l'Olanda, ma fece almeno due viaggi in Italia: una prima volta nel 1487, dietro invito del Duca Ercole I d'Este a Ferrara, e una seconda nel 1505. Il Duca aveva infatti ascoltato la musica di Obrecht, che circolò in Italia fra il 1484 e il 1487, e disse di apprezzare la sua musica più di quella di tutti i compositori contemporanei; fu per questo motivo che invitò Obrecht a Ferrara per sei mesi nel 1487.
Nel 1504 Obrecht ritornò di nuovo a Ferrara, ma a causa della morte del Duca all'inizio dell'anno seguente rimase senza impiego. Morì durante una pestilenza alla fine di luglio del 1505.

## Produzione e stile
Obrecht scrisse soprattutto musica sacra: messe, mottetti e qualche canzone profana.
Dal punto di vista strutturale, la musica di Obrecht fa grande utilizzo del contrappunto, a volte in maniera stravagante.
Usò spesso la tecnica del cantus firmus nella composizione delle sue messe, ma impiegò una sbalorditiva varietà di forme per creare strutture musicali complesse a partire da linee melodiche anche semplici. Alcune volte suddivise una melodia in brevi frasi; altre volte usò il contrappunto per moto retrogrado di melodie complete o di alcuni frammenti; in un caso estrasse le note mettendole in ordine di durata dalla più lunga alla più breve, realizzando nuovo materiale melodico dal riordinamento delle note.
Obrecht utilizzò anche strutture episodiche in cui ogni sezione di un lavoro si basa su differenti motivi musicali. I suoi procedimenti mostrano un certo contrasto con i lavori della successiva generazione e con quelli del contemporaneo Josquin Des Prez, che tendono a una maggiore unità e semplicità di approccio. Altra caratteristica che distingue i suoi lavori da quelli di Josquin e della generazione successiva è la concentrazione sull'aspetto musicale, con una attenzione in genere molto limitata al rapporto tra la musica e le parole del testo.
Grande maestro della tecnica del cantus firmus, nella Missa Sub tuum presidium inserì sei differenti canti mariani: Sub tuum presidium (Antifona per soprano, tutti i movimenti), Ave preclara maris stella (Sequenza verso 7, Soprano II, Credo), Aurea virga prime matris Eve (Sequenza verso 9b, Soprano II e Tenore II, Sanctus), Aurea virga prime matrix Eve (Sequenza verso 3b, Soprano II e Tenore I, Agnus Dei I & II), Regina caeli (Antifona, Soprano II e Tenor I, Agnus Dei III) e Verbum bonum et suave (Sequenza verso 3b, Alto I, Agnus Dei).
Inoltre il numero delle voci parte da tre nel Kyrie, viene aumentato a quattro nel Gloria e così di seguito fino a raggiungere le sette voci nell'Agnus Dei. Il canto è sempre distinguibile alla voce superiore per tutta la durata della messa. 
La Missa Maria Zart, scritta nell'ultimo periodo, utilizza come cantus firmus la lunga melodia di un canto mariano tirolese ed è una delle realizzazioni di maggior durata dell'Ordinario della Messa in epoca rinascimentale: la sua esecuzione dura più di un'ora.
Come  molti contemporanei, Obrecht utilizzò come materiale da elaborare anche melodie di canzoni popolari del periodo. Può sembrare strano, a un ascoltatore dei nostri giorni, che un compositore usasse delle musiche profane per comporre opere sacre, ma questo era un procedimento abbastanza diffuso all'epoca e nella prima metà del Cinquecento (le cose cambiarono con il Concilio di Trento). Il testo della canzone poteva contenere anche allusioni irriverenti. Per esempio, esiste una Messa di Jean Mouton (Missa "faulte d'argent": Messa mancanza di denaro), basata su una chanson di Josquin Desprez con lo stesso titolo (il testo, di quattro versi, fu musicato poi anche da altri) in cui si allude alla situazione di un uomo che si sveglia nel letto di una prostituta rammentandosi di non avere abbastanza soldi per pagarla.
Nonostante Obrecht, per vari aspetti, sia stato un innovatore, non si può dire che abbia esercitato un influsso rilevante sulle generazioni successive; il suo stile musicale passò presto di moda. È comunque uno dei compositori più importanti della generazione di Josquin.

## Incisioni
- Flemish Masters, Virginia Arts Recordings, VA-04413, interpretato da Zephyrus.  Comprende la Missa Sub tuum presidium di Obrecht, dei mottetti di Willaert, Clemens non Papa, Ockeghem, Des Prez, Mouton e Gombert.
- Missa Maria zart, Ensemble Cappella Pratensis, direttore Stratton Bull, cd Challenge Classics.
- Ascolta su una registrazione del Umeå Akademiska Kör.